# Provincia Formosa

Localizarea provinciei în Argentina

Provincia Formosa (spaniolă Provincia del Formosa) este una dintre provinciile Argentinei, localizată în partea nord-estică a statului, la frontiera cu Paraguay. Capitala provinciei este orașul Formosa.